# 스튜디오 지브리
스튜디오 지브리(일본어: スタジオジブリ 스타지오 지부리[*], 영어: Sudio Ghibli 스튜디오 기블리[*]) 또는 주식회사 스튜디오 지브리(일본어: 株式会社スタジオジブリ, 영어: Sudio Ghibli Inc.)는 애니메이션 위주의 영상작품의 기획 및 제작을 주요 사업으로 하는 일본의 기업이다.
장편 애니메이션 영화의 제작을 주력 사업으로 하고 있으며, 1990년대 중반 이후, 단편 작품의 제작 및 실사판 작품의 기획에도 관여하고 있다. 출판사업 및 음악 사업 또한 수행하고 있다.

## 명칭
'스튜디오 지브리'의 명칭은 사하라 사막에 부는 열풍을 뜻하는 리비아어 'ghibli'에서 유래하였으며, 제2차 세계 대전 중 이탈리아의 비행기의 이름이기도 하다. 미야자키 하야오의 생각에서 '지브리'가 되었으나, 원어에 가까운 발음은 '기블리'이다(이탈리아의 마세라티사의 승용차 '기블리'(ghibli)는 일본에서도 1970년대에 '기브리'(ギブリ)라 불리었었다).
스튜디오 지브리의 마크에는, 스튜디오 지브리의 작품인 '이웃집 토토로'(となりトトロ)에 등장하는 캐릭터인 토토로가 디자인되어 있다. 지브리의 제2라벨인 실사작품 부문의 '스튜디오 카지노'(スタジオカジノ)는 스튜디오가 위치한 도쿄도 고가네이시의 '가지노마치'(梶野町)에서 이름을 따왔다.

### 라벨명
스튜디오 지브리(スタジオジブリ 스타지오 지브리[*])
'천공의 성 라퓨타'(天空の城ラピュタ, 미야자키 하야오 원작·각본·감독), '이웃집 토토로'(となりのトトロ) 등
스튜디오 카지노(スタジオカジノ 스타지오 가지노[*])
'시키지쓰'(式日, 안노 히데아키 감독), '사토라레'(サトラレ, 모토스에 가즈유키 감독) 등
스튜디오 기블리(スタジオギブリ 스타지오 기브리[*])
'기블리즈 에피소드 2'(ギブリーズ episode2) 등의 작품
스튜디오 기블리의 마크에는 '기블리즈 에피소드 2'의 캐릭터 '노나카 군'(野中くん)이 그려져있음.

## 역사
'바람계곡의 나우시카'를 제작한 애니메이션 제작 회사인 '톱 크래프트'(トップクラフト)를 모체로, 타카하타 이사오와 미야자키 하야오의 애니메이션 영화 제작을 목적으로 1985년 6월 15일에 도쿠마 서점의 출자로 주식회사로서 설립되었다. 사장은 도쿠마 서점의 사장인 도쿠마 야스요시(徳間康快)가 취임하였으며, 스튜디오의 실질적인 책임자는 톱 크래프트의 대표이사였던 상무 하라 도루(原徹)였다. 처음에는 작품마다 스탭을 모집하여 완성 후 해산하는 방식을 채택하였으며, 애니메이터의 급료도 수당제였으나, 이후 인재 육성의 차원에서 애니메이터의 급료를 고정 급료제로 하는 등, 고품질의 안정적인 작품 제작에 거점을 두게 되었다.
극장판 작품의 제작 전문 스튜디오로서의 인상이 강하나, 프로덕션 I.G 및 가이낙스의 작품 등, TV판 작품 쪽도 손을 대고 있다.
- 1985년 스튜디오 설립.
- 1991년 경영방침의 차이에 의한 대립으로 상무 하라 도루가 사임을 하고, 후임으로 스즈키 도시오가 취임하다.
- 1992년 8월 6일 히가시코가네이역 근처 새 사옥으로 이전하다.
- 1997년 6월에 경영악화된 모회사 도쿠마 서점에 흡수되다. 같은 해 '모노노케 히메' 완성 후 미야자키 하야오가 지브리를 퇴사하다.
- 1999년 도쿠마 서점의 제1 사업부문이 되다. 미야자키 하야오가 지브리의 소장으로 복귀하다.
- 2004년 도쿠마 서점 스튜디오 지브리 사업부가 주식회사 지브리 스튜디오로 분할되다.
- 2005년 4월에 도쿠마 서점 산하를 벗어나 독립하여, 스즈키 도시오가 대표이사 사장으로, 미야자키 하야오와 스티븐 앨버트가 각각 이사로 취임하다.
- 2008년 2월, 스즈키 도시오가 대표이사 사장직에서 물러나 이사 겸 프로듀서에 전념하게 되며, 후임으로 전 월트 디즈니 재팬 회장이었던 호시노 고지(星野康二)가 사장에 취임하다.

## 창립자
스튜디오 지브리는 1985년 미야자키 하야오에 의해 설립되었다. '미야자키 하야오'의 대표작으로는 <이웃집의 토토로> <원령공주> <센과 치히로의 행방불명> 등이 있다. 그는 1941년 도쿄도 분쿄구 아케노보초에서 태어났다. 이후 1978년 <미래 소년 코난>을 연출해 애니메이션 팬들과 평론가들 사이에서 엄청난 반향을 일으켰으며 1979년에는 첫 극장용 <루팡 3세 카리오스트로 성>이 개봉, 애니메이션 감독으로 데뷔했다. 그가 원래 만화로 연재했던 <바람 계곡의 나우시카>를 영화화 하여 1984년 상업적으로 큰 흥행을 거두었다. 이를 기반으로 애니메이션 제작소 스튜디오 지브리를 설립한 것이다. 스튜디오 지브리의 첫 작품은 <천공의 성 라퓨타>로 일본에서 80만 관객을 동원했다. 특히 <천공의 성 라퓨타>에서는 실사에서 표현할 수 없는 카메라 기법과 리얼한 배경 등이 돋보여 그가 일본 애니메이션계의 대부에 오르는 데 큰 몫을 했다.

### 은퇴
미야자키 하야오는 지금까지 총 세 번 은퇴 선언을 하고 번복하였다.
1차 은퇴는 1997년 그의 나이 57세 때였다. 당시 일본내 역대 흥행 기록을 <모노노케 히메>가 갈아치우며 미야자키 하야오 감독 입장에서도 이루고 싶은 것들을 대부분 다 이루었던 시점이었다. 1990년 말의 세기말적 분위기 또한 그의 은퇴에 대한 적절한 시기였고 그를 대변할 수 있는 든든한 후진들이 있었기 때문에 애니메이션계의 세대교체에 별 탈이 없을 무렵이었다. 그는 은퇴 기자회견에서 '시니어 지브리'를 설립해 앞으로는 제작일선에서 물러나 후진 양성에만 주력하겠다는 말을 하기도 했다.그런데 문제는 미야자키 하야오의 절대적인 후원자였던 도쿠마 서점의 '도쿠마 야스요시'사장이 세상을 떠나면서 도쿠마 서점이 몰락기를 맞이하게 된다. 이후 스튜디오 지브리는 도쿠마 서점에서 나와 홀로서기를 선언한다. 이후 <이웃의 야마다군>이라는 애니메이션을 발표하지만 스튜디오 지브리 작품 사상 최악의 흥행 실패로 어쩔 수 없이 스튜디오 지브리에서는 미야자키 하야오에게 은퇴 번복을 요청하였다.
2차 은퇴는 2004년 그의 나이 64세 때였다. <센과 치히로의 행방불명>이 일본 역대 최고 기록인 흥행수입 304억엔을 달성하며 스튜디오 지브리를 기사회생 시킨 미야자키 하야오는 베를린 영화제, 아카데미 영화제 등 상을 휩쓸게 된다. 따라서 정상에서 명예롭게 물러날 수 있었던 최적의 은퇴 시점이었다. 또한 스튜디오 지브리도 본격적인 세대 교체 작업에 들어가 '모리타 히로유키'와 '호소다 마모루'에게 애니메이션을 맡기기 시작했다. '모리타 히로유키'가 만든 <고양이의 보은>이 흥행하였지만 스튜디오 지브리의 성에는 차지 않았다. 이후 미야자키 하야오가 <하울의 움직이는 성>을 만들게 되면서 또 한 번의 대박 신화를 기록하게 된다. 이후 미야자키 하야오는 본인의 창작 에너지를 거의 소모했다고 생각했고 연령상의 이유로 은퇴할 수 밖에 없다는 사정을 전하며 자신이 가장 믿을 수 있는 친아들에게 감독을 맡기고 은퇴를 하였다. 그러나 이후 이 영화가 참패를 하면서 다시 한 번 지브리는 미야자키 하야오에게 도움을 청한다.
3차 은퇴는 2013년 그의 나이 73세 때였다. 스튜디오 지브리에서 내보낸 호소다 마모루는 승승장구하고 그 대안으로 앉힌 미야자키 하야오의 친아들인 미야자키 고로는 낙하산 논쟁 속에서 구설수에 오른다. 또한 이후 신예 '요네바야시 히로마사'가 연출한 <마루밑 아리에티>가 미야자키 하야오가 연출하지 않은 지브리 작품들 중 최고 흥행기록을 수립하게 된다. 칠순을 넘긴 나이에까지 제작 현장에 돌아온 미야자키 하야오는 <바람이 분다>를 마지막으로 은퇴선언을 한다.

### 복귀
2016년 11월 14일 또 다시 미야자키 하야오 감독은 은퇴를 번복하고 다시 감독으로 돌아온다고 선언했다. 그는 한 TV 토크쇼에 출연해 '애벌레 보로'라는 캐릭터를 주제로 애니메이션을 만들 것이라고 밝혔다. 이미 작업에 착수한 상태이며 지브리의 '에벌레 보로'는 내년 단편 애니메이션으로 제작되며, 2020년 동경 올림픽에 맞춰서 장편 애니메이션으로 개봉한다.

## 제작 작품

### 극장판 및 TV 시리즈

#### 스튜디오 지브리 이전의 작품들
다음은 스튜디오 지브리가 만들어지기 이전에 미야자키 하야오 등 현지브리의 스탭들이 참여하였던 작품들이다.
이들 작품들은 브에나 비스타 홈 엔터테인먼트의 '지브리가 잇파이(ジブリがいっぱい) Collection'상표의 비디오 세트로 발매되었다.
- '팬더와 아기팬더 (パンダコパンダ, 도쿄 무비 제작, 미야자키 하야오 원안 각본, 다카하타 이사오 연출, 1972년)
- '팬더와 아기팬더 비 그친후의 서커스 편'(パンダコパンダ 雨ふりサーカスの巻, 도쿄 무비 제작, 미야자키 하야오 각본, 다카하타 이사오 연출, 1973년)
- '루팡 3세 칼리오스트로의 성' (도쿄 무비 신사(新社) 제작, 미야자키 하야오 감독, 1979년)[2]
- '꼬마 지에' 극장판(じゃりン子チエ, 키티 뮤직, 도쿄 무비 신사 제작, 다카하타 이사오 감독, 1981년)
- '첼리스트 고쉬'(セロ弾きのゴーシュ, 오 프로덕션(オープロダクション) 제작, 다카하타 이사오 감독, 1982년)

#### 스튜디오 지브리 제작 작품
다음은 2023년 발표 작품까지 포함된 스튜디오 지브리의 극장판 및 TV시리즈 애니메이션의 목록이다.
이상의 목록 중 '벼랑 위의 포뇨'이후 발표작들을 제외하고는 '지브리가 잇파이(ジブリがいっぱい) Collection' 상표의 비디오 세트로 발매되었다.
굵은 글씨로 표시한 작품은 대원미디어를 통해 대한민국에 수입된 작품이며, 이들의 한국어 명칭은 대원미디어 측의 명칭을 따랐다.
- 바람계곡의 나우시카(風の谷のナウシカ, 미야자키 하야오, 1984)
- 천공의 성 라퓨타(天空の城ラピュタ, 미야자키 하야오, 1986)
- 이웃집 토토로(となりのトトロ, 미야자키 하야오, 1988)
- 반딧불의 묘(火垂るの墓, 다카하타 이사오, 1988)
- 마녀 배달부 키키(魔女の宅急便, 미야자키 하야오, 1989)
- 추억은 방울방울(おもひでぽろぽろ, 다카하타 이사오, 1991)
- 붉은 돼지(紅の豚, 미야자키 하야오, 1992)
- 바다가 들린다(海がきこえる, 모치즈키 도모미, 1993)
- 폼포코 너구리 대작전(平成狸合戦ぽんぽこ, 다카하타 이사오, 1994)
- 귀를 기울이면(耳をすませば, 곤도 요시후미, 1995)
- 모노노케 히메(もののけ姫, 미야자키 하야오, 1997)
- 이웃집 야마다군(ホーホケキョ となりの山田くん, 다카하타 이사오, 1999)
- 센과 치히로의 행방불명(千と千尋の神隠し, 미야자키 하야오, 2001)
- 고양이의 보은(猫の恩返し, 모리타 히로유키, 2002)
- 하울의 움직이는 성(ハウルの動く城, 미야자키 하야오, 2004)
- 게드 전기 - 어스시의 전설(ゲド戦記, 미야자키 고로, 2006 )
- 벼랑 위의 포뇨(崖の上のポニョ, 미야자키 하야오, 2008)
- 마루 밑 아리에티(借りぐらしのアリエッティ, 요네바야시 히로아키, 2010)
- 코쿠리코 언덕에서(コクリコ坂から, 미야자키 고로, 2011)
- 바람이 분다(風立ちぬ, 미야자키 하야오, 2013)
- 가구야 공주 이야기(かぐや姫の物語, 다카하타 이사오, 2013)
- 추억의 마니(思い出のマーニー, 요네바야시 히로마사, 2014)
- 그대들은 어떻게 살 것인가(君たちはどう生きるか, 미야자키 하야오, 2023)

### 단편 애니메이션
- '온 유어 마크' (미야자키 하야오, 1995)
- '쾌걸 조로'(怪傑ゾロ, 1996)
- '기블리즈'(ギブリーズ, 모모세 요시유키, 2000)
- '필름 빙글빙글'(フィルムぐるぐる, 미야자키 하야오, 2001)
- '고래 잡기'(くじらとり, 미야자키 하야오, 2001)
- '기블리즈 에피소드 2'(ギブリーズ episode2?, 모모세 요시유키, 2002)
- '고로의 산보'(コロの大さんぽ, 미야자키 하야오, 2002)
- '메이와 아기고양이 버스'(めいとこねこバス, 미야자키 하야오, 2002)
- '하늘을 나는 공상의 기계들'(空想の空飛ぶ機械達, 미야자키 하야오, 2002)
- '포터블 공항'(ポータブル空港, 스튜디오 카지노, 2005)
- 'space station No.9/하늘을 나는 도시 계획'(空飛ぶ都市計画, 모모세 요시유키, 2005)
- '물거미 끙끙'(水グモもんもん, 미야자키 하야오, 2006)
- '별을 산 날'(星をかった日, 미야자키 하야오, 2006)
- '집찾기'(やどさがし, 미야자키 하야오, 2006)

### 참여 작품
다음은 스튜디오 지브리가 타사의 애니메이션 제작에 협력하거나 하청을 받아 제작한 애니메이션들이다.
TV 시리즈
- 짱구는 못말려 (제작청부: 신에이 동화(シンエイ動画), 발주처: 프로덕션 I.G, 각화의 동화 담당, 1992년~, 단 2001년 방영분에만 참가함)
- 신세기 에반게리온 (제작청부: 다쓰노코 프로, 가이낙스, 11화 담당, 1995~1996년)
- '쾌걸 조로'(怪傑ゾロ, 제작청부:葦プロダクション, 26, 31, 51화 협력, 1996년)
- '포포로크로이스 이야기'(ポポロクロイス物語, 제작청부:ビィートレイン, 각화의 동화, 1998년)
- 도라에몽(ドラえもん, 제작: 신에이 동화, 동화 파트, 2001년, 『のび太のご先祖さま』에만)
- '스크라이드'(スクライド, 제작청부: 선라이즈, 각 화 협력, 2001년)
- 'SAMURAI 7' (제작청부: 곤조(ゴンゾ, 각 화 미술, 2004년)
- 'IGPX' (제작청부:프로덕션 I.G, 각 화 동화, 2005년)
- 'REIDEEN' (제작청부:프로덕션 I.G, 각 화 동화, 2007년)
- 'xxxHOLiC (제작청부:프로덕션 I.G, 각 화 동화, 2007년)
- '천원돌파 그렌라간' 天元突破グレンラガン, 제작청부: 가이낙스, 각 화 동화, 2007년)

OVA
- '카이 도마루'(怪童丸, 제작청부:프로덕션 I.G, 동화, 2001년)

극장판
- '드래곤 볼 최강에의 길'(ドラゴンボール 最強への道, 제작청부: 도에이 애니메이션(東映アニメーション), 협력, 1996년)
- '진로 JIN-ROH'(人狼 JIN-ROH, 제작청부:프로덕션 I.G, 동화, 2000년)
- '사쿠라 대전 활동사진'(サクラ大戦 活動写真, 제작청부:프로덕션 I.G, 동화, 2001년)
- 이노센스(イノセンス, 제작청부:프로덕션 I.G, 동화 및 제작 협력, 2004년)
- 극장판 '나루토' - '대활극! 유키히메 인법첩이라구!'劇場版 NARUTO -ナルト- 大活劇!雪姫忍法帖だってばよ!! (제작청부: 스튜디오 피에로(ぴえろ), 동화, 2004년)

### 게임
넷마블에서 개발한 제2의나라가 있다.

## 흥행 순위
-일본 박스오피스를 기준으로.
- 10위 <코쿠리코 언덕에서> 감독: 미야자키 고로 -44.6억엔
- 9위 <고양이의 보은> 감독: 모리타 히로유키 -64.4억엔
- 8위 <게드전기 - 어스시의 전설> 감독: 미야자키 고로 -76.5억엔
- 7위 <그대들은 어떻게 살 것인가> 감독:미야자키 하야오 -85.4억 엔
- 6위 <마루 밑 아리에티> 감독: 요네바야시 히로아키 -92.5억엔
- 5위 <바람이 분다> 감독: 미야자키 하야오 -116.1억엔
- 4위 <벼랑 위의 포뇨> 감독: 미야자키 하야오 -155억엔
- 3위 <모노노케 히메> 감독: 미야자키 하야오 -193억엔
- 2위 <하울의 움직이는 성> 감독: 미야자키 하야오 -196억엔
- 1위 <센과 치히로의 행방불명> 감독: 미야자키 하야오 -304억엔

## OST
- 바람 계곡의 나우시카

-머나먼 땅으로
-바람 계곡의 나우시카(오프닝)
-바람 계곡의 나우시카
- 천공의 성 라퓨타

-너를 태우고
-하늘에서 떨어진 소녀
-천공의 성 라퓨타
- 이웃집 토토로

-이웃집 토토로
-바람이 지나가는 길
-산책
-고양이 버스
-사츠키의 마을
- 반딧불의 묘

-Home Sweet Home
- 마녀 배달부 키키

-바다가 보이는 마을
-루즈의 전언
-다정함에 감싸 안기면
-화창한 날에…
-일 시작
-인형을 대신한 지지
-여행을 떠나며
- 붉은 돼지

-마르코와 지나의 테마
-체리가 익어갈 무렵
-아드리아해의 푸른 하늘
-아드리아해를 향해
-머나먼 시대를 찾아서
-때로는 옛 이야기를
- 추억은 방울방울

-사랑은 꽃, 당신은 그 씨앗
- 폼포코 너구리 대작전

-언제나 누군가가
- 귀를 기울이면

-컨트리 로드
-언덕의 마을
- 모노노케 히메

-모노노케 히메
-아시타카와 산
-아시타카 셋키
- 센과 치히로의 행방불명

-그 여름으로
-또 다시
-여섯 번째 역
-언제나 몇 번이라도
- 고양이의 보은

-바람이 되다
- 하울의 움직이는 성

-세계의 약속
-인생의 회전목마
- 게드 전기

-시간의 노래
-테루의 노래
- 벼랑 위의 포뇨

-벼랑 위의 포뇨
-해바라기 집의 왈츠
-바다의 엄마
- 마루 밑 아리에티

-황폐한 정원
-Arrietty’s Song
- 코쿠리코 언덕에서

-이별의 여름, 코쿠리코 언덕에서

## 에피소드

### 지브리의 저주
일본 애니메이션 제작업체인 지브리 스튜디오가 제작한 애니메이션이 방영되는 날에 일본 외환시장과 주식시장이 안 좋아진다는 상관관계를 일컫는 용어다. 비교적 적중률이 높은 것으로 알려져 있다. 특히 엔ㆍ달러 환율과 높은 상관관계를 보여 일부 외환 투자자들은 만화가 방영되는 날에 특별한 이유 없이 매도 포지션을 행하기도 한다.
2010년 1월 이래로 일본 NTV는 지브리의 애니메이션을 24번 방영했는데 20번 가까이 달러값이 하락했다.
일본 공중파 방송인 니혼TV는 2010년부터 몇 주에 한 번꼴로 금요일 황금시간대인 오후 9시 30분에 지브리의 애니메이션을 편성했다. 이 만화가 방영되는 시간은 미국 워싱턴 시간으로 금융시장이 열리는 오전 8시 30분이었는데, 지브리 애니메이션이 TV로 방영될 때마다 미국의 고용지표는 예상을 훨씬 밑도는 것 외에 일본 외환과 주식 시장이 급하락했다.

## 관련 시설

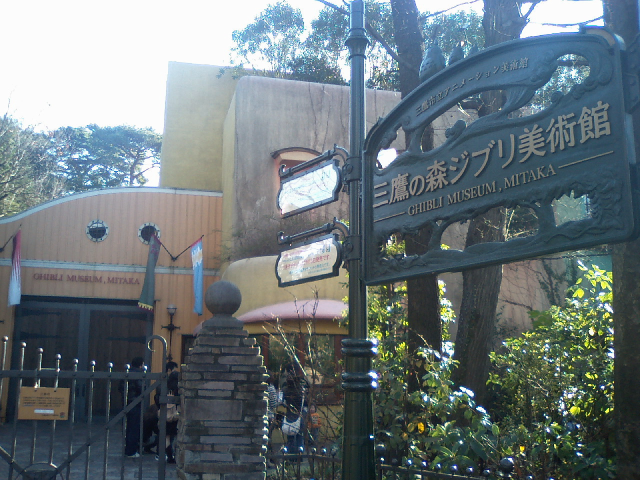
미타카의 숲 지브리 미술관

- 미타카의 숲 지브리 미술관(三鷹の森ジブリ美術館): 도쿄도 미타카시 소재): 2001년 10월 1일 오픈. 스튜디오 지브리의 세계를 전시하고 있으며, 매년 내용이 바뀌는 기획전을 열고 있다. 2007년에는 '세 마리의 아기곰 전'(３びきのこぐま展)을 개최하였다.
- 사쓰키와 메이의 집(サツキとメイの家, 아이치 엑스포 회장 부지): 2005년 3월 준공. '이웃집 토토로'의 구사카베 가(家)를 충실히 재현해 놓았다.

## 같이 보기
- 도에이 애니메이션
- 가이낙스
- 매드하우스
- 교토 애니메이션